# St. Peter und Paul (Holzheim)

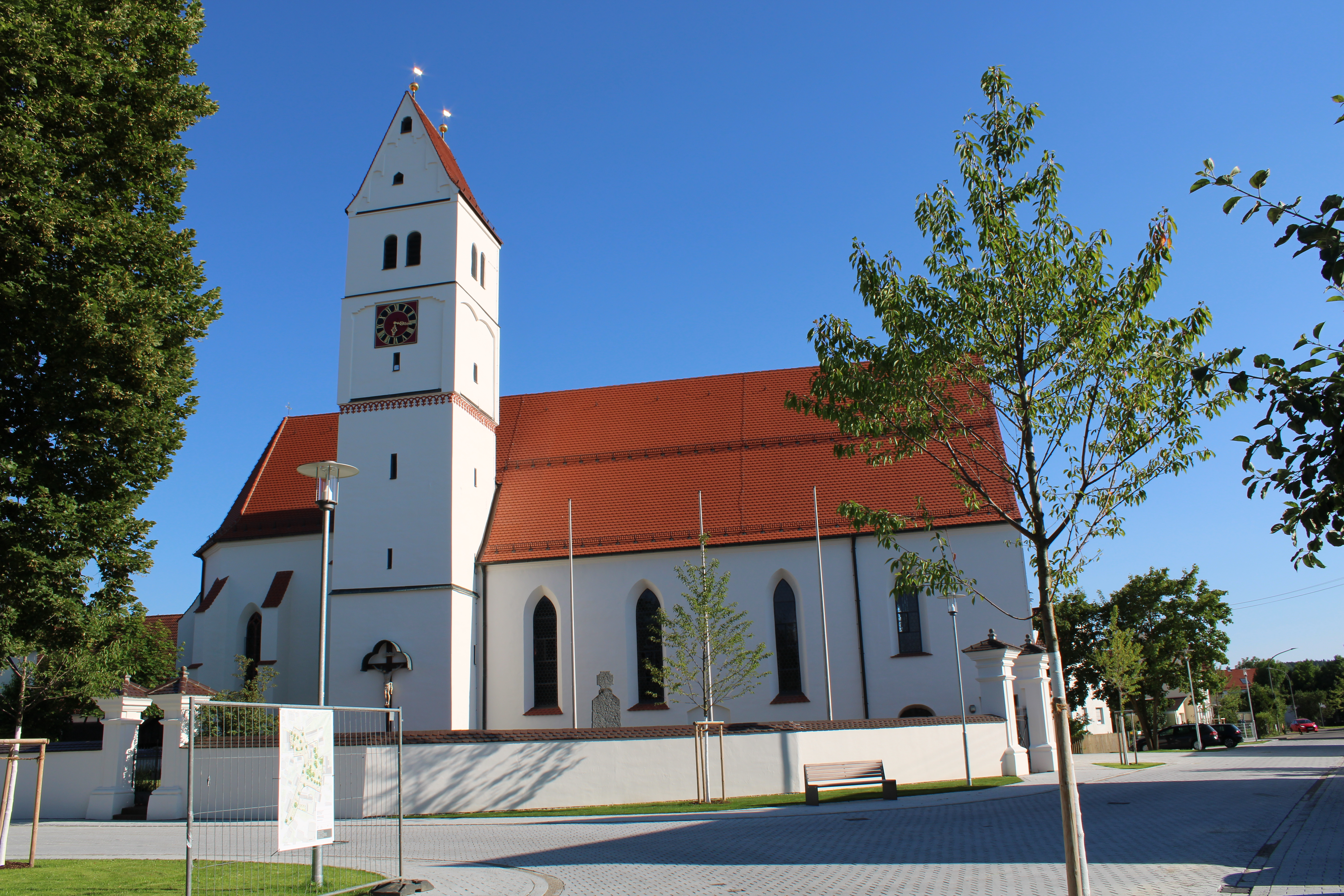
St. Peter und Paul in Holzheim

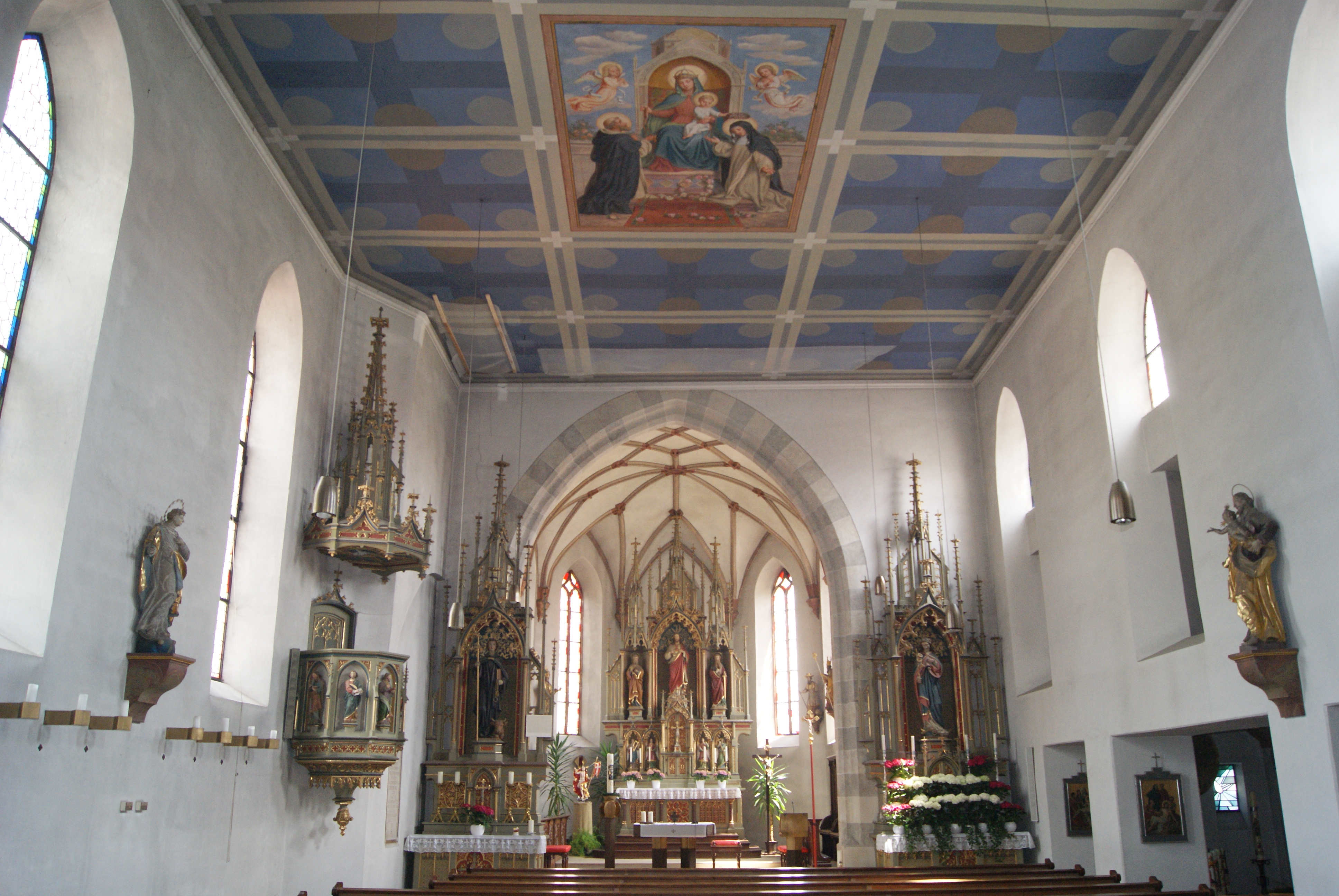
Innenansicht

Die römisch-katholische Pfarrkirche St. Peter und Paul steht in Holzheim, einer Gemeinde im schwäbischen Landkreis Neu-Ulm in Bayern. Das Bauwerk ist in der Liste der Baudenkmäler in Holzheim als Baudenkmal unter der Nr. D-7-75-126-1 eingetragen. Die Kirchengemeinde gehört zum Dekanat Neu-Ulm des Bistums Augsburg.
Kirchenpatrone sind die Apostel Petrus und Paulus.

## Beschreibung
Die Saalkirche wurde in den 1510er Jahren erbaut. Sie besteht aus einem Langhaus, einem eingezogenen, von Strebepfeilern gestützten Chor mit Fünfachtelschluss im Osten und einem Kirchturm an der Nordwand von Langhaus und Chor, dessen obere Geschosse die Turmuhr und den Glockenstuhl beherbergen, und der quer mit einem Satteldach bedeckt ist. Nach 1980 wurde das Langhaus nach Westen verlängert und nach Süden ein Seitenschiff angebaut.
Der Innenraum des Langhauses ist mit einer Flachdecke überspannt, der des Chors mit einem Netzgewölbe auf diagonal angeordneten Konsolen. Die Kirchenausstattung von 1894 ist neugotisch. Auf einem um 1630 entstandenen Gemälde ist eine Schutzmantelmadonna dargestellt.

## Orgel

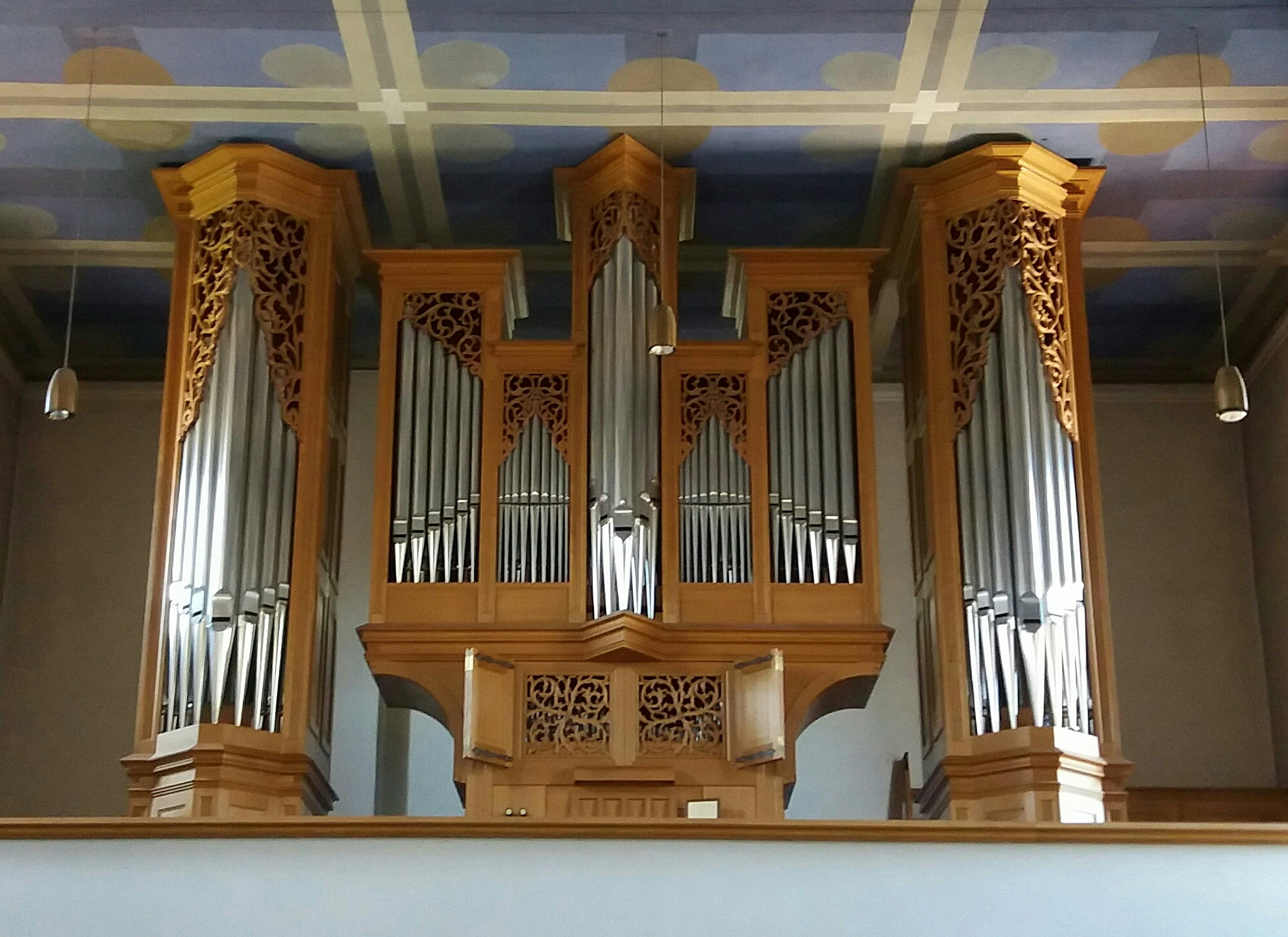
Die Riegner & Friedrich-Orgel

Die Orgel mit 22 Registern auf zwei Manualen und Pedal wurde von Riegner & Friedrich im Jahr 1986 neu gebaut. Die Disposition lautet:
| I Hauptwerk |       |
| Principal   | 8′    |
| Gedackt     | 8′    |
| Octav       | 4′    |
| Spitzflöte  | 4′    |
| Quinte      | 3′    |
| Super Octav | 2′    |
| Mixtur IV   | 1 ⁄3′ |
| Trompete    | 8′    |

| II Brustwerk   |        |
| Rohrflöte      | 8′     |
| Hohlflöte      | 4′     |
| Nasat          | 3′     |
| Principal      | 2′     |
| Terz           | 1 3⁄5′ |
| Quinte         | 1 ⁄2′  |
| Scharf III     | 2⁄3′   |
| Vox humana     | 8′     |
| Kanaltremulant |        |

| Pedal      |     |
| Subbaß     | 16′ |
| Octavbaß   | 8′  |
| Flöte      | 8′  |
| Octav      | 4′  |
| Mixtur III | 2′  |
| Posaune    | 16′ |

- Koppeln: II/I, I/P, II/P
- Bemerkungen: Schleiflade, vollmechanisch